# Обична ветрушка
Обична ветрушка (лат. Falco tinnunculus) је дневна грабљивица, из породице соколови и рода соко.

## Опис
Дугачка је 32–39 cm, са распоном крила од 65 до 82 cm. Као и код осталих соколова, женке су веће од мужјака. Горњи део тела је код мужјака светлокестењасте боје са црним пегама, а глава и реп сиво-плави. Женке имају црне пруге на горњем делу тела.

## Распрострањење
Ова врста је веома распрострањења, тако да њен ареал обухвата скоро читаву Евроазију и Африку.

## Станиште
Овај соко насељава степске пределе, ободе шума али се све чешће налази у градским срединама где се гнезди на крововима високих зграда. У Београду живи око 150 парова ове птице. Има их и у Новом Саду, Нишу и Панчеву на високим зградама. Као и сваки соко, ветрушка такође не гради своје гнездо већ га преотима најчешће вранама.

## Исхрана
Ветрушка се храни ситним глодарима, пољским мишевима и волухарицама, а уколико њих нема ловиће ситне птице попут врабаца, сеница или штиглица. Лови на карактеристичан начин тако што лебди у ваздуху осматрајући плен на земљи а онда се нагло спушта на нижу висину, где поново застаје, да би још једном осмотрила плен а затим кренула у финални напад и коначно га уловила.
Ветрушка је веома корисна птица, јер, као и сова, градове ослобађа велике количине глодара. Процењује се да само београдске ветрушке годишње град ослободе од око десетак тона мишева и ситних глодара.

## Размножавање
Птица се гнезди у периоду од половине априла до августа. Женка ветрушке снесе пет до шест јаја, и само она лежи на њима док мужјак лови и доноси храну. Уколико се женки нешто догоди, нема наде ни за младунце, јер само она уме да их правилно храни ситним комадима плена.

## У Србији
Ветрушке су присутне и у Нишу. Један пар се настанио почетком 2017. године на тераси једне високе зграде (Душанова улица) у гнезду које су ранијих година користили голубови. Женка је снела 5 јаја од којих су три соколића преживела. Женка их храни између осталог и мишевима.
Пар ветрушки је и почетком јуна 2018. године оформио гнездо на истој тераси само на другом крају (5 m даље). Било је 6 јаја а излегло се 4 соколића.
Скоро сваке године (2017, 2018, 2020, 2022...) формирају гнездо са 5—6 јаја.

## Галерија
- Јаја подврсте Falco tinnunculus alexandri

### Ветрушке у Нишу од 2017. до 2020. године
- Обична ветрушка снимљена у Нишу
- Обична ветрушка снимљена на крову зграде у Нишу
- Обична ветрушка, гнездо са соколићима, снимљено 13. јула 2017. године на једној тераси у Нишу
- Обична ветрушка, гнездо са соколићима и мишом који им је „мајка“ донела за исхрану, снимљено 21. јула 2017. године на једној тераси у Нишу
- Ветрушка у Нишу 2018. године
- Ветрушка у Нишу 2018. године, гнездо са јајима
- Ветрушка у Нишу 2018. године, гнездо са соколићима
- Ветрушка у Нишу (улица Душанова, зграда „Швајцарија„), јул 2018. године
- Ветрушка у Нишу 2020. године